# Edgar Çani
Edgar Çani (Tirana, 22 de julho de 1989) é um jogador de futebol nascido na Albânia. É atacante e joga atualmente na Serie A do campeonato italiano, defendendo a equipe do Calcio Catania.